# Chiloscyphus morobeanus
Chiloscyphus morobeanus là một loài rêu tản trong họ Lophocoleaceae. Loài này được (Piippo) J.J. Engel mô tả khoa học lần đầu tiên năm 2010.